# Костин, Алексей Сергеевич
Алексей Сергеевич Костин (15 марта 1911, Липецкая область — 11 ноября 1982, Зеленоград) — советский военнослужащий, подполковник Советской Армии, участник Великой Отечественной войны, Герой Советского Союза (1945).

## Биография
Алексей Костин родился 15 марта 1911 года в селе Пушкари (ныне — в черте города Лебедянь Липецкой области). После окончания Новосибирского института народного хозяйства работал начальником отдела подготовки и распределения кадров Новосибирского областного торгового отдела. В 1938—1940 годах служил в Рабоче-крестьянской Красной Армии. В июле 1941 года Костин повторно был призван в армию. С мая 1943 года — на фронтах Великой Отечественной войны. Участвовал в Курской битве, освобождении Белорусской ССР, Польши, форсировании Днепра, Вислы и Одера. К апрелю 1945 года капитан Алексей Костин командовал батареей 86-й тяжёлой гаубичной артиллерийской бригады 5-й артиллерийской дивизии прорыва 4-го артиллерийского корпуса прорыва 3-й ударной армии 1-го Белорусского фронта. Отличился во время Берлинской операции.
В ночь с 20 на 21 апреля 1945 года батарея Костина в составе 1-го дивизиона майора Б. П. Кирпикова одной из первых вышла к автостраде в районе населённого пункта Блумберг в 15 километрах к северо-востоку от Берлина. В ночном бою она уничтожила 2 танка и большое количество солдат и офицеров противника. 21 апреля батарея заняла позиции и начала обстрел Берлина. В ходе боёв за Берлин Костин, находясь на наблюдательном пункте, успешно руководил действиями своей батареи и других батарей дивизиона, в том числе корректировал их огонь по рейхстагу.
После окончания войны Костин продолжил службу в Советской Армии. В 1947 году он окончил Высшую офицерскую артиллерийскую школу, в 1955 году — курсы усовершенствования офицерского состава. В 1956 году в звании подполковника Костин был уволен в запас. Проживал сначала в Калинине, где работал директором магазина, а с 1971 года — в Зеленограде. Умер 11 ноября 1982 года, похоронен на Центральном кладбище Зеленограда.

## Награды
Указом Президиума Верховного Совета СССР от 31 мая 1945 года за «мужество и отвагу проявленные в боях с немецкими захватчиками» капитан Алексей Костин был удостоен высокого звания Героя Советского Союза с вручением ордена Ленина и медали «Золотая Звезда» за номером 8596.
Был также награждён орденом Красного Знамени, двумя орденами Отечественной войны 1-й степени, орденом Отечественной войны 2-й степени, двумя орденами Красной Звезды и рядом медалей.